# Bisbat d'East Anglia
El bisbat d'East Anglia (anglès: Diocese of East Anglia; llatí: Dioecesis Angliae Orientalis) és una seu de l'Església catòlica a Anglaterra, sufragània de l'arquebisbat de Westminster. Al 2016 tenia 159.582 batejats d'un total de 2.750.000 habitants. Actualment està regida pel bisbe Alan Stephen Hopes.
Els patrons de la diòcesi són la Mare de Déu de Walsingham (festa el 24 de setembre), sant Fèlix i sant Edmund.

## Territori
La diòcesi comprèn els comtats de Cambridge, Norfolk, i Suffolk així com l'Autoritat Unitària de Peterborough.
La seu episcopal és la ciutat de Norwich, on es troba la catedral de la Sant Joan Baptista.
El territori s'estén sobre 12.570km² i està dividit en 50 parròquies.

## Història
La diòcesi va ser erigida el 13 de març de 1976 mitjançant la butlla Quod Oecumenicum del papa Pau VI, prenent el territori de la diòcesi de Northampton.

## Cronologia episcopal
- Alan Charles Clark † (26 d'abril de 1976 - 21 de març de 1995 jubilat)
- Peter Smith (21 de març de 1995 - 26 d'octubre 2001 nomenat arquebisbe de Cardiff)
- Michael Charles Evans † (14 de febrer de 2003 - 11 de juliol de 2011 mort)
- Alan Stephen Hopes, des de l'11 de juny de 2013

## Estadístiques
A finals del 2016, la diòcesi tenia 159.582 batejats sobre una població de 2.750.000 persones, equivalent al 5,8% del total.
| any  | població | població  | població | sacerdots | sacerdots       | sacerdots       | sacerdots             | diàques | religiosos | religiosos | parroquies |
| ---- | -------- | --------- | -------- | --------- | --------------- | --------------- | --------------------- | ------- | ---------- | ---------- | ---------- |
| any  | batejats | total     | %        | total     | clergat secular | clergat regular | batejats por sacerdot | diàques | homes      | dones      |            |
| 1980 | 68.568   | 1.745.000 | 3,9      | 122       | 73              | 49              | 562                   | 4       | 76         | 235        | 58         |
| 1990 | 86.000   | 1.905.000 | 4,5      | 113       | 69              | 44              | 761                   | 3       | 52         | 219        | 58         |
| 1999 | 95.000   | 2.200.000 | 4,3      | 126       | 87              | 39              | 753                   | 28      | 40         | 215        | 59         |
| 2000 | 100.000  | 2.500.000 | 4,0      | 126       | 88              | 38              | 793                   | 29      | 38         | 210        | 62         |
| 2001 | 110.000  | 2.700.000 | 4,1      | 128       | 88              | 40              | 859                   | 29      | 40         | 200        | 62         |
| 2002 | 110.000  | 2.700.000 | 4,1      | 134       | 100             | 34              | 820                   | 27      | 34         | 175        | 59         |
| 2003 | 115.000  | 2.750.000 | 4,2      | 136       | 102             | 34              | 845                   | 29      | 34         | 180        | 59         |
| 2004 | 117.000  | 2.755.000 | 4,2      | 134       | 97              | 37              | 873                   | 30      | 37         | 115        | 58         |
| 2006 | 95.254   | 2.775.000 | 3,4      | 128       | 96              | 32              | 744                   | 36      | 32         | 124        | 56         |
| 2011 | 99.800   | 2.873.000 | 3,5      | 118       | 88              | 30              | 845                   | 36      | 31         | 100        | 50         |
| 2016 | 159.582  | 2.750.000 | 5,8      | 112       | 82              | 30              | 1.424                 | 36      | 31         | 100        | 50         |